# 尹铉
尹铉（韓語：윤현，1966年4月5日—），韩国男子柔道运动员。他曾代表韩国参加1992年夏季奥林匹克运动会柔道比赛，获得男子60公斤级银牌。他也曾在世界柔道锦标赛上获得奖牌。